# Orkhan (petit-fils de Soliman)
Pour les articles homonymes, voir Orkhan et Çelebi.
Orkhan ou Orkhan Çelebi (en arabe : أورخان جلبي), né vers 1412 et mort le 29 mai 1453, est un membre de la famille du sultanat ottoman. C'est le petit-fils de Suleyman Bey, l'un des fils de Bayezid Ier qui, à la suite de la défaite de celui-ci à la bataille d'Ankara, avait pris la direction des terres européennes de l'Empire ottoman, mais avait fini par être tué au cours des guerres civiles l'opposant à ses frères.

## Orkhan dans les relations byzantino-turques
Orkhan réside durant la plus grande partie de son existence à Constantinople. En effet, en tant que possible prétendant à la place du sultan, il pourrait être assassiné par celui en place qui voudrait ainsi assurer son pouvoir contre tout risque de rébellion. Le personnage d'Orkhan réapparaît en 1451. À cette date, le sultan Mourad II meurt et c'est son fils Mehmed II qui lui succède. Ce dernier, à son avènement reçoit l'ambassade byzantine qui vient assurer la continuité des accords signés avec Mourad. Parmi ces accords, le sultan s'engage à payer la pension d'Orkhan. Celle-ci s'élève à 300 000 aspres perçues par le sultan sur les villages de la basse Strouma, terres appartenant nominalement à Orkhan.
Toutefois, Constantin XI tente de profiter des difficultés du sultan en Anatolie où il doit combattre la rébellion de plusieurs émirs dont celui des Karamanides pour se plaindre de l'insuffisance de la solde d'Orkhan. En outre, le basileus souhaite rappeler par là qu'il peut, s'il le veut, semer la discorde au sein de l'Empire ottoman en soutenant la rébellion d'Orkhan. Le vizir Halil Pacha qui reçoit l'ambassade byzantine avertit celle-ci de son imprudence qui risque de provoquer la colère du sultan. Néanmoins, ce dernier se contente de dire qu'il étudiera la question une fois de retour dans sa capitale Andrinople. En fait, Mehmed sait qu'il tient là un prétexte pour attaquer l'Empire byzantin. Ainsi, dès 1452, Mehmed se met à préparer le siège de Constantinople en construisant la forteresse de Rumeli Hisarı.

## Orkhan et le siège de Constantinople

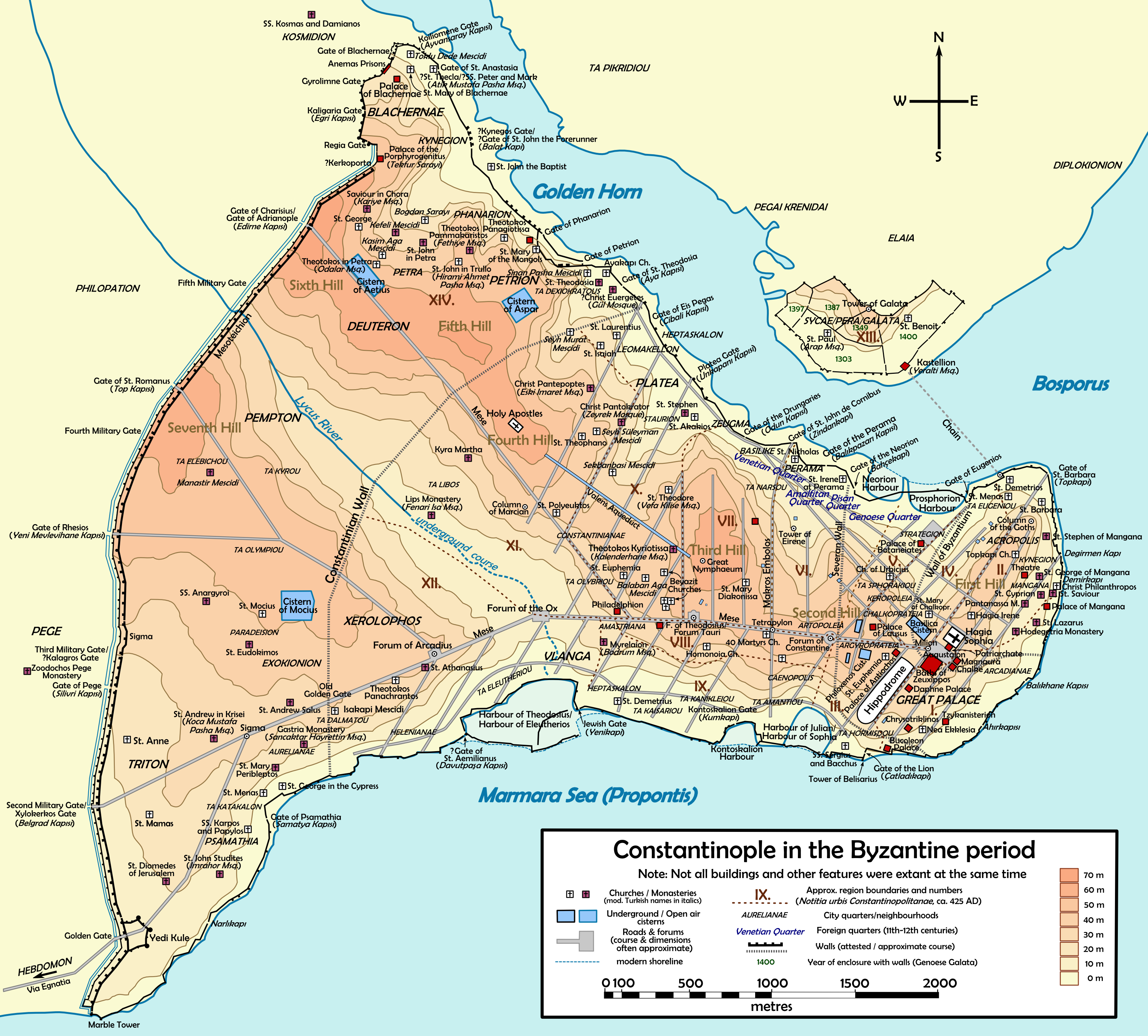
Plan de Constantinople avec le port d'Éleuthère au sud où se trouvent les hommes d'Orkhan lors du siège de Constantinople.

Au début du siège de Constantinople lors des premiers jours d'avril 1453, Orkhan est encore à Constantinople. Conscient qu'en cas de chute de la ville le sultan Mehmed l'exécuterait, il offre ses services à l'empereur. Avec quelques membres de son entourage, il assure la défense du port d'Éleuthère au niveau des remparts sud, à sa droite, ce sont des moines qui assurent la surveillance d'un secteur peu susceptible d'être attaqué. Le 29 mai 1453, Orkhan et ses hommes repoussent les quelques troupes turques débarquées le long des murailles sud. Cependant, il ne peut rien faire pour empêcher la chute de Constantinople qui intervient quelques heures plus tard une fois que les troupes ottomanes réussissent à franchir la muraille de Théodose.
À l'annonce de l'effondrement de la défense byzantine, les troupes turques se répandent dans la ville tandis qu'Hamza Bey qui dirige les opérations le long des murailles sud de Constantinople fait débarquer ses troupes. Ces dernières ne rencontrent aucune résistance sauf dans le secteur d'Orkhan qui tente avec quelques hommes de tenir tête aux troupes turques avant d'être submergé. Même si Orkhan réussit à échapper à la mort au cours des combats, il n'en finit pas moins par être capturé : dénoncé par un prisonnier alors qu'il essayait de s'enfuir sous le déguisement d'un moine grec, il est appréhendé et décapité sur-le-champ.

## Sources
- Donald M. Nicol, Les Derniers Siècles de Byzance, éditions Texto, trad. par Hugues Defrance, 2008.
- Steven Runciman, La Chute de Constantinople (1453), éditions Texto, trad. par Hélène Pignot, 2007.